# Уфуэ-Буаньи, Феликс
Фели́кс Уфуэ́-Буаньи́ (фр. Félix Houphouët-Boigny, при рождении Диа Уфуэ (фр. Dia Houphouët); 18 октября 1905 — 7 декабря 1993, Ямусукро) — французский и ивуарийский политический и государственный деятель. В 1956—1961 годах занимал различные министерские посты во французском правительстве. В 1960—1993 годах — первый президент независимого Кот-д’Ивуара.

## Биография
Согласно его официальной биографии, родился 18 октября 1905 года в Ямусукро в семье вождя из народа бауле (унаследует этот титул в 1940 году).
В 1918 году отправился в Дакар изучать медицину, после чего практиковал в течение 15 лет.
В 1944 году Уфуэ-Буаньи организовал Сельский африканский синдикат, который в 1946 году вырос в Демократическую партию Кот-д’Ивуара.
В 1945 году Феликс Уфуэ-Буаньи был избран депутатом Кот-д’Ивуара в Национальном собрании Франции. В Париже примкнул к Республиканскому союзу сопротивления, связанному с коммунистами. Однако после ряда неудач, постигших Уфуэ-Буаньи и его соратников, в конце 1946 года было создано Африканское демократическое объединение. Его отделения появились на всех территориях Французской Западной Африки, а его председателем был избран Уфуэ-Буаньи. Находясь на этом посту, он вывел партию из-под коммунистического влияния.
Переизбирался депутатом Национального собрания Франции в 1946, 1951 и 1956 годах. В 1953 году был избран председателем ивуарийской Территориальной ассамблеи.
В 1956 году стал мэром Абиджана — крупнейшего города Кот-д’Ивуара. С 1956 по 1959 годы также занимал министерские посты во французских правительствах.
Сотрудничал с президентом Франции Шарлем де Голлем, с которым совершил турне по территориям Французской Западной Африки, выступая с идеей их автономии.
В 1960 году, после того, как де Голль согласился предоставить независимость республикам Французской Западной Африки, Уфуэ-Буаньи стал сначала премьер-министром (август — ноябрь), а затем и президентом Кот-д’Ивуара (до 1986 года страна официально именовалась в СССР Берег Слоновой Кости, это буквальный перевод с французского).
На посту президента Уфуэ-Буаньи зарекомендовал себя как сторонник свободного предпринимательства, приветствовал иностранные инвестиции. Он продолжал политику сотрудничества с Францией: во время его президентства в стране работали французские чиновники, занимавшие важные посты в системе власти.

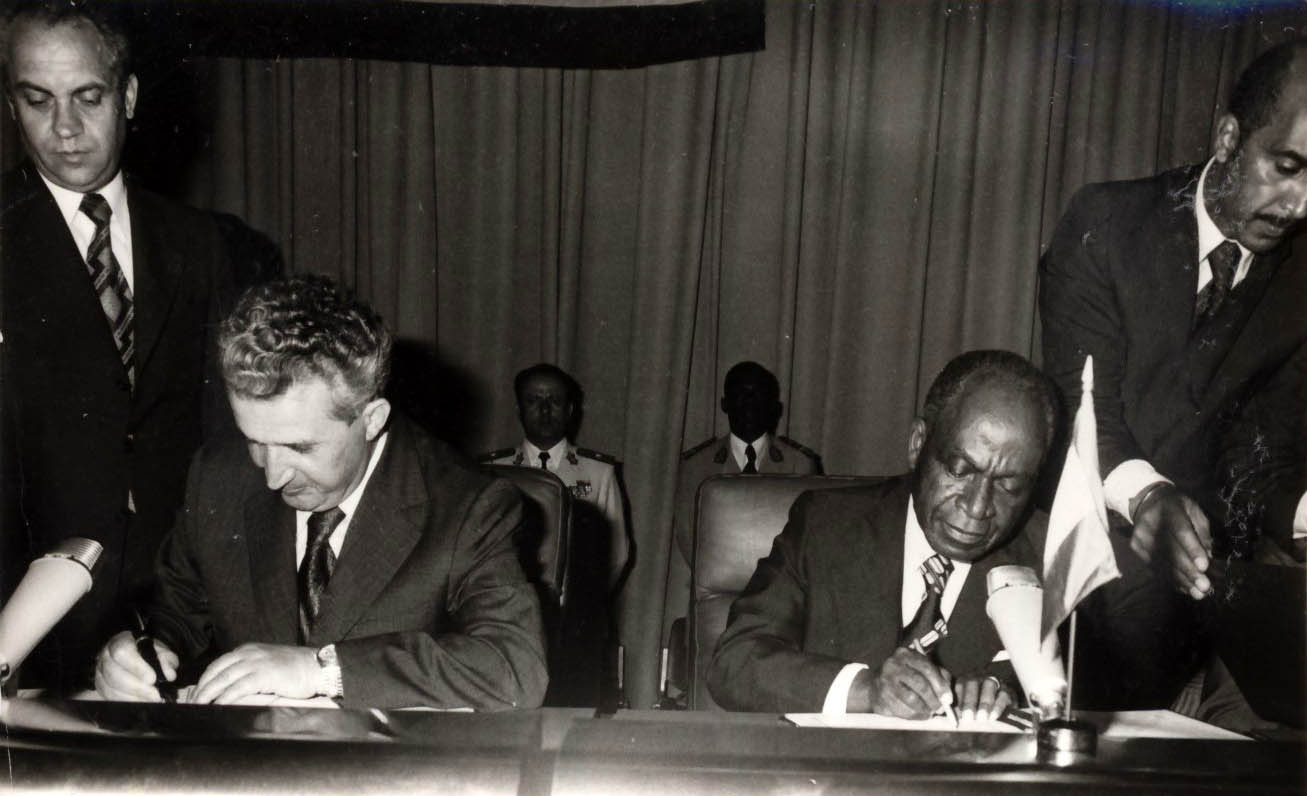
Феликс Уфуэ-Буаньи (справа) с президентом Румынии Николае Чаушеску. 1977 год

Также Уфуэ-Буаньи проявил себя как миротворец, что было оценено в 1989 году, когда ЮНЕСКО учредило Премию мира его имени. В числе награждённых премией за 20 лет — бывший президент Финляндии Мартти Ахтисаари и бывший президент Бразилии Лула да Силва.
Он считал Советский Союз и Китай «злонамеренным» влиянием на развивающиеся страны. Он не устанавливал дипломатические отношения с Москвой до 1967 года, а затем разорвал их в 1969 году после обвинений в прямой советской поддержке студенческих протестов 1968 года в Национальном университете Кот-д’Ивуара. Отношения между двумя странами восстановились только в феврале 1986 года, когда он стал проводить более активную внешнюю политику, отражавшую его стремление к большему международному признанию.
Феликс Уфуэ-Буаньи пробыл на президентском посту 33 года, вплоть до своей смерти 7 декабря 1993 года. В тот же день новым президентом стал давно считавшийся его преемником Анри Конан Бедье. Уфуэ-Буаньи пережил четыре попытки государственного переворота (в 1960-е годы), а с 1965 по 1990 год шесть раз переизбирался на президентский пост. На момент своей смерти был самым долговечным президентом в Африке.
В его честь в Кот-д’Ивуаре назван футбольный стадион, на котором выступает национальная сборная.